# 獅子山隧道

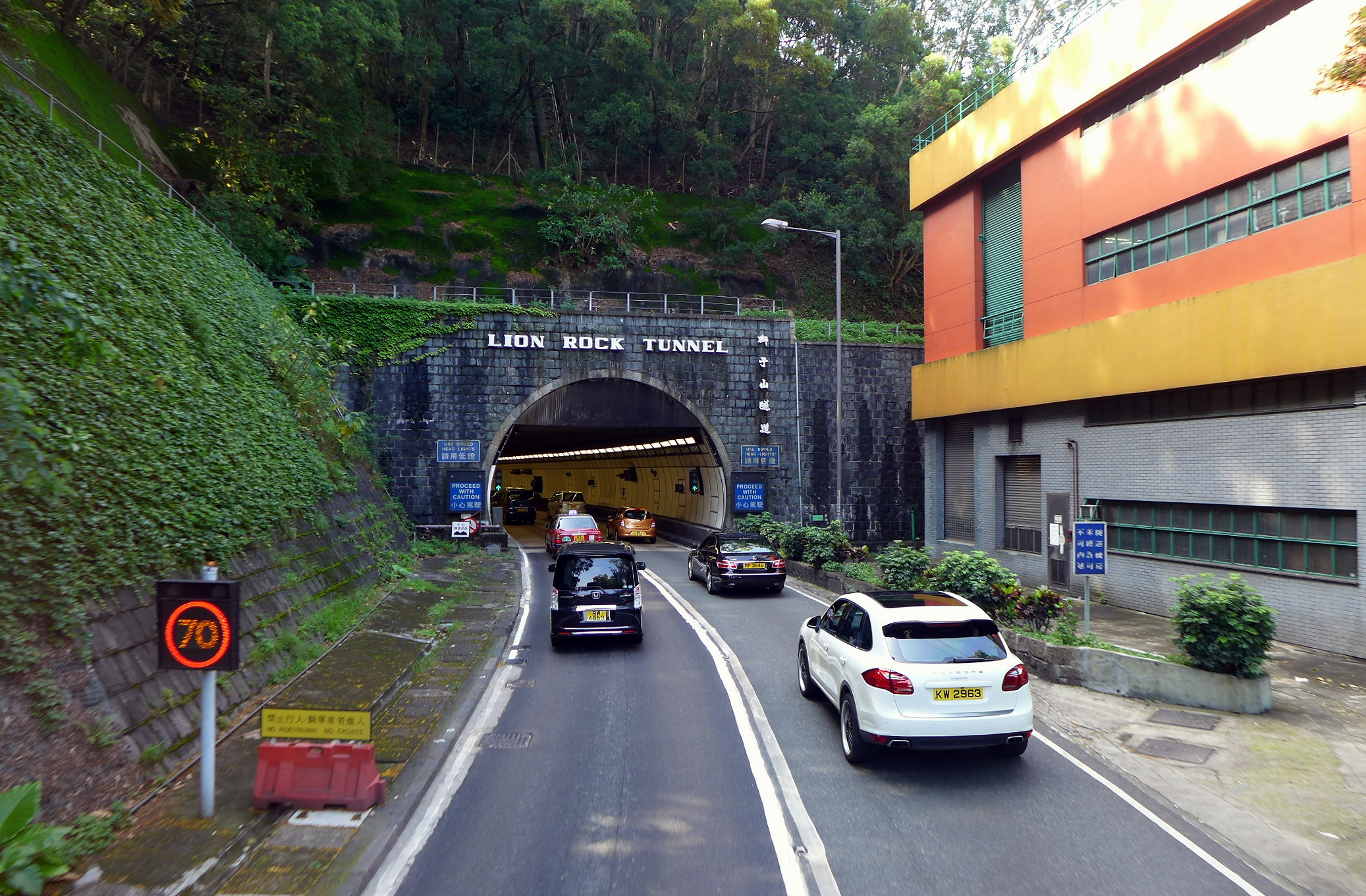
獅子山隧道沙田入口

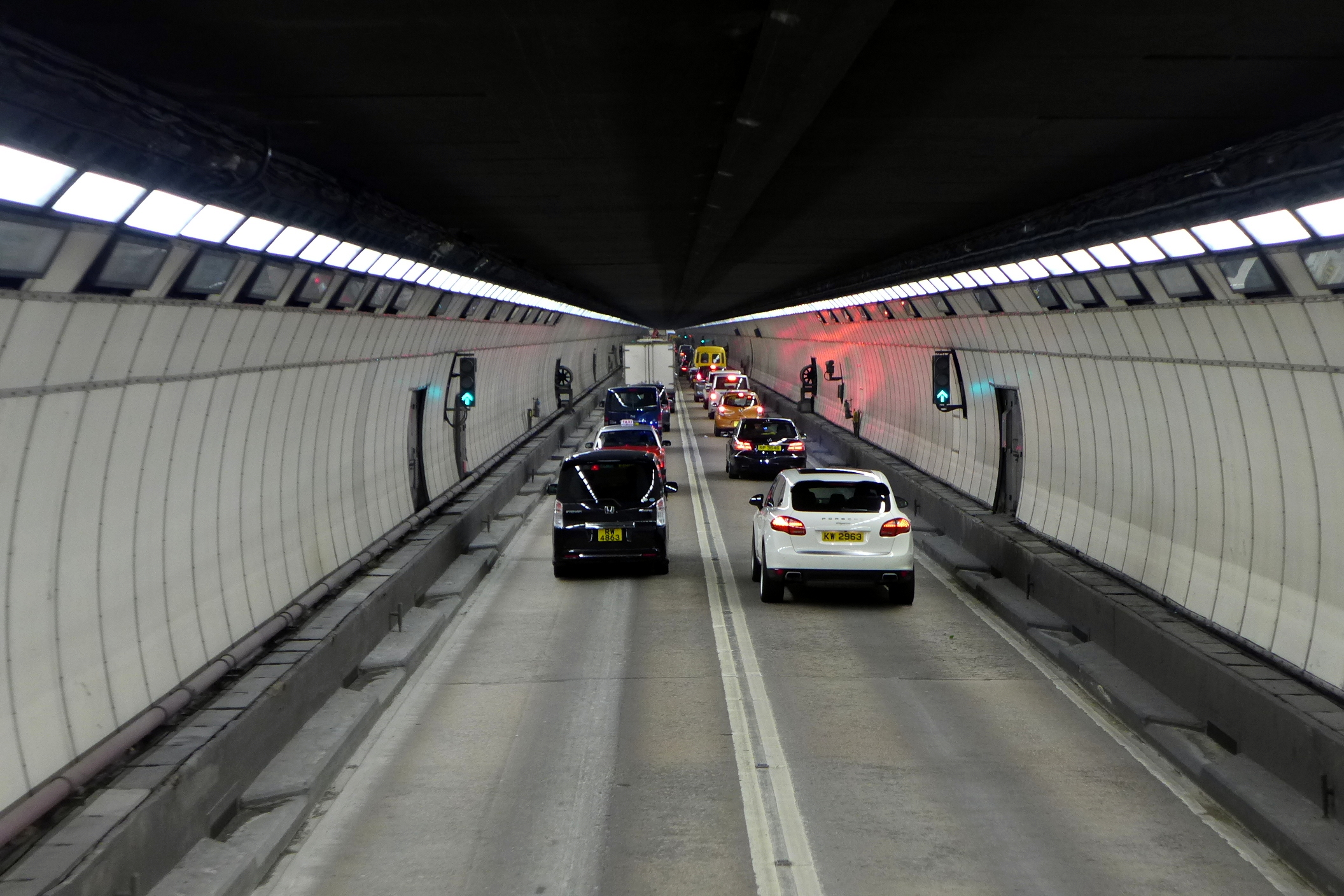
獅子山隧道內部

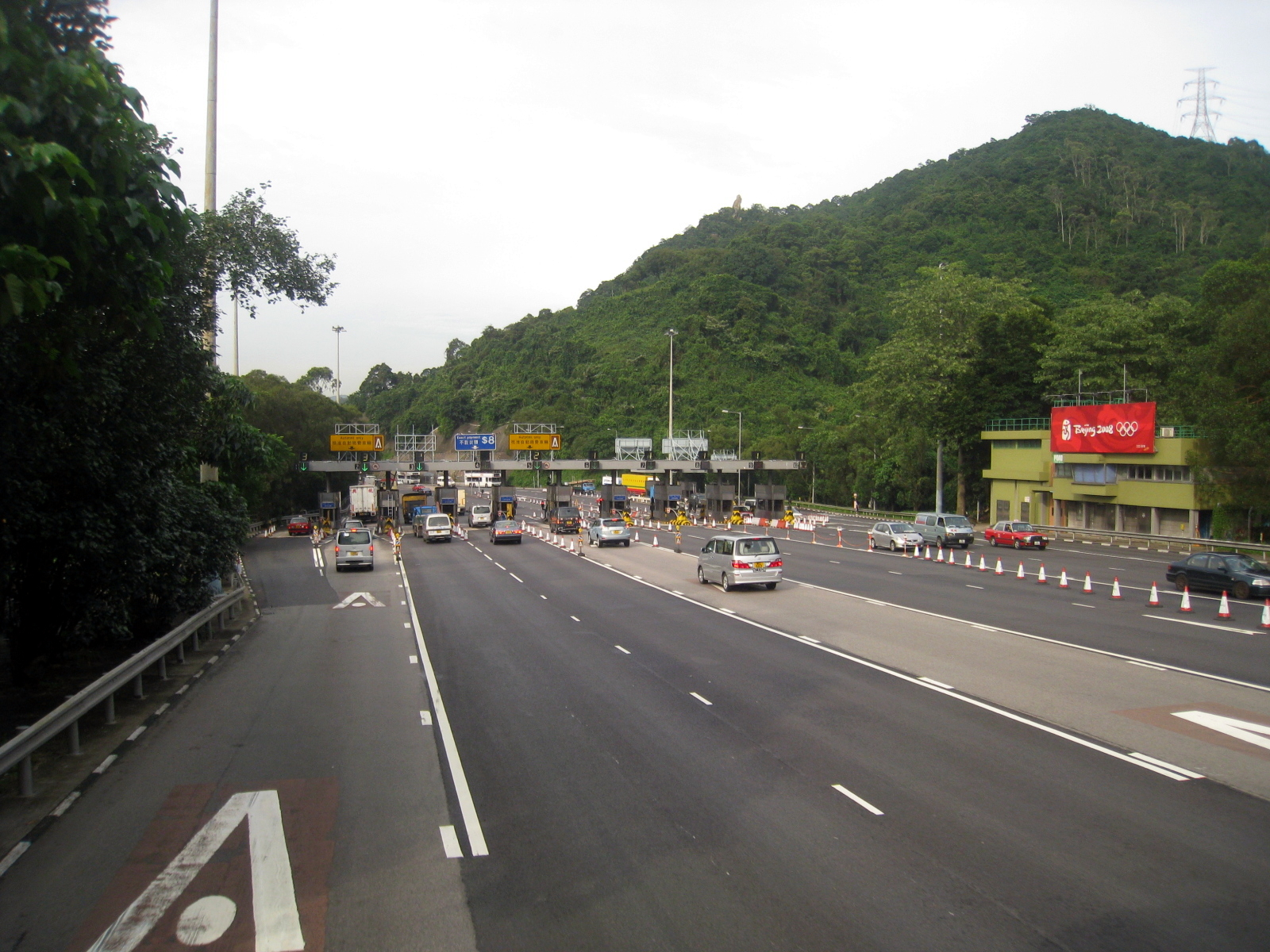
獅子山隧道收費廣場

獅子山隧道（英語：Lion Rock Tunnel），簡稱獅隧，是香港最早通車的行車隧道，亦是第一條連接九龍及新界的行車隧道。獅隧穿過獅子山以西的九龍坳，連接九龍塘和大圍。其餘兩條連接九龍與沙田的隧道分別為尖山隧道及沙田嶺隧道與大老山隧道。車速限制每小時70公里，隧道人員獲授權執行《行車隧道（政府）條例》。
嚴格而言，獅子山隧道只是指南行管道（往九龍方向）；相隔超過10年後才通車的北行管道（往沙田方向），正式名稱為第二獅子山隧道（英語：Second Lion Rock Tunnel）。但不論傳媒、香港政府還是一般市民，也甚少分開兩條管道為不同的隧道，而是和其他隧道一樣，把兩條管道視為一體。
2012年4月23日，越運亨（香港）有限公司成功取得獅子山隧道為期6年的營運管理合約，並於2012年8月1日起正式生效。
直至2018年8月1日起，由俊和隧道管理有限公司接手管理該隧道至今。

## 歷史

### 隧道主體
1960年代香港屢次發生嚴重旱災，香港政府不得不鑿通分隔九龍和新界的山脈（九龍坳）以容納食水輸送管連接船灣淡水湖及港九市區，順道建成一條可容納兩條行車道及三條大水管的隧道。於是獅隧南行管道在1961年5月批建並動工，1963年貫通，1967年11月14日晚上9點通車，由香港總督戴麟趾主持剪綵儀式，為今天獅隧的南行管道，當時為單管雙程行車。在建造此管道時，工程人員需克服九龍坳山下含有大量斷層（裂痕）的地質；後來，為配合萬宜水庫工程，再在隧道旁開鑿第二條兩線行車隧道──第二獅子山隧道，1973年動工，1976年貫通，1978年1月18日通車，新增的這條北行管道（亦為雙車道加三條水管設計，再加一條中華煤氣管道向沙田供應煤氣，於1976-77年起供氣），令隧道成為雙程雙線分隔雙管隧道。收費廣場設於沙田大圍，共有10個收費亭，其後增設至13個，其中9個為人手收費亭，餘下4個為快易通專用的自動繳費亭。
原定2017年11月底起，駕車人士可以在獅子山隧道的人手收費亭，以八達通及三款信用卡拍卡繳付隧道費。然而相關措施延遲至2018年3月18日實行。
2023年5月28日起，獅子山隧道實施不停車繳費系統「易通行」，取代原有人手收費亭及快易通。

### 配套設施
由於獅子山隧道採用舊式設計，加上兩條管道相隔甚遠，在設計和技術所限下，未能設置貫通兩管道的緊急逃生出口。因此政府於1997年在隧道內裝設全港隧道中獨有的水簾系統。每條管道各有11道水簾，每個相隔約100米，可阻止濃煙及火勢蔓延，並有降溫的效果，方便逃生。
水簾系統於2012年3月8日發生的三級火警中未有啟用。據政府向立法會議員解釋，是由於火源是位於行車管道地底的公共設施管道，而非行車管道內；當日隧道營辦商根據現場消防人員的意見，認為水簾並不能控制地底的火勢蔓延，故未有啟動水簾。
2007年1月左右，獅子山隧道的交通燈燈泡全數更換成發光二極管，而兩邊入口亦新裝設了大型的資訊顯示屏。

### 隧道翻新工程
由於獅子山隧道的管道設施嚴重老化耗損及路面石屎破損，令車輛駛過時較為顛簸，因此路政署決定在2008年左右為獅子山隧道進行翻新，並會多使用大約80年。但在翻新的同時，獅子山隧道可能會更擠塞，並會延長實施單管雙程行車的時段，約由原有午夜12時提早至晚上9時或10時（通常在暑假期間的其中一個週末進行）。而隧道左右兩旁的防火板及天花板亦會翻新，但兩條管道出入口的及「獅子山隧道」的字樣將予保留。

### 隧道改建工程
2019年9月，路政署計劃為啟用逾40年的獅子山隧道進行改善工程，同時擴大隧道交通容量，須於現有兩條管道之間建造一條1.4公里的新隧道管道（三線行車），以便其後分階段翻新及重建兩條現有管道及內部相關設施，包括隧道內壁、底部水管、各種設備和配件，將其中一條現行的管道擴闊成三線行車，而另一條則在最後階段時為備用狀態。工程同時擴闊連接路，將位於九龍的獅子山隧道公路擴闊為三線雙程道路。而隧道收費廣場與豐盛苑之間的一段獅子山隧道公路，以及博康邨附近一段沙田路將擴闊為三線雙程行車道。其他工程包括改建收費廣場，加設電子收費系統、重置受道路擴闊工程影響的行人天橋和裝設隔音屏障等。
勘察和初步設計已在2019年第二季至2021年第三季進行，2021年第三季開始進行詳細設計及招標，預計於2025年動工，新南行管道最快2029年啟用，北行管道最快2034年通車。

## 使用情況
沙田及其後新市鎮發展一日千里，獅子山隧道和連接的海底隧道一樣，行車流量早已飽和。隨著城門隧道、大老山隧道、青沙公路先後通車，獅隧擠塞情況有所紓緩。但由於隧道收費廉宜、地理位置優越、設計容量有限，塞車問題依舊影響九龍中西部交通。在早上繁忙時間，獅隧出九龍方向的車龍經常伸延至新田圍邨甚至水泉澳邨附近。截至2023年，獅子山隧道仍為全港最繁忙的非過海隧道。
| 年份 | 總行車架次 | 平均每日行車架次 |
| ---- | ---------- | ---------------- |
| 2023 | 31,595,542 | 86,563           |
| 2022 | 30,741,353 | 84,223           |
| 2021 | 32,697,956 | 89,583           |
| 2020 | 30,602,871 | 83,614           |
| 2019 | 32,400,049 | 88,767           |
| 2018 | 33,214,792 | 90,999           |
| 2017 | 33,689,016 | 92,299           |
| 2016 | 33,900,734 | 92,675           |
| 2015 | 33,565,184 | 91,959           |
| 2014 | 33,072,092 | 90,608           |
| 2013 | 32,857,074 | 90,019           |
| 2012 | 32,187,920 | 87,945           |
| 2011 | 32,419,353 | 88,820           |
| 2010 | 31,609,055 | 86,600           |
| 2009 | 30,931,762 | 84,745           |
| 2008 | 31,010,056 | 84,727           |
| 2007 | 32,850,825 | 90,002           |
| 2006 | 32,545,498 | 89,166           |
| 2005 | 31,974,144 | 87,600           |
| 2004 | 32,104,070 | 87,716           |
| 2003 | 32,130,948 | 88,030           |
| 2002 | 32,772,892 | 89,789           |
| 2001 | 33,169,146 | 90,874           |
| 2000 | 33,710,922 | 92,106           |
| 1999 | 32,832,042 | 89,951           |
| 1998 | 34,577,922 | 94,734           |
| 1997 | 35,575,865 | 97,468           |
| 1996 | 33,991,646 | 92,873           |
| 1995 | 31,942,930 | 87,515           |
| 1994 | 29,100,902 | 79,728           |
| 1993 | 29,105,437 | 79,741           |
| 1992 | 28,262,048 | 77,219           |
| 1991 | 30,835,289 | 84,480           |
| 1990 | 34,877,032 | 95,554           |
| 1989 | 37,255,170 | 102,069          |
| 1988 | 36,560,124 | 99,891           |
| 1987 | 33,624,545 | 92,122           |
| 1986 | 29,237,910 | 80,104           |
| 1985 | 25,303,371 | 69,324           |
| 1984 | 23,212,603 | 63,422           |
| 1983 | 21,268,097 | 58,269           |
| 1982 | 20,541,300 | 56,278           |
| 1981 | 16,580,908 | 45,427           |
| 1980 | 12,557,399 | 34,310           |
| 1979 | 9,377,919  | 25,693           |
| 1978 | 7,696,662  | 21,087           |
| 1977 | 6,359,235  | 17,423           |
| 1976 | 5,183,135  | 14,162           |
| 1975 | 4,415,067  | 12,096           |
| 1974 | 4,723,315  | 12,941           |
| 1973 | 4,288,280  | 11,749           |
| 1972 | 4,140,434  | 11,313           |
| 1971 | 3,396,257  | 9,305            |
| 1970 | 2,763,914  | 7,572            |

## 重大事故

### 2012年3月8日水管三級火警
2012年3月8日凌晨3時半，獅子山隧道（南行管道，往九龍方向）內路面下的水務署管道發生火警，消防處出動10條化學泡沫喉、10隊煙帽隊及140人撲救。在現場工作的35名水務署外判承辦商工作人員，順利逃生，惟全身熏黑。隧道內濃煙密佈，在隧道交通控制中心抽風系統及消防的鼓風機啟動下，大量濃煙從獅子山隧道九龍出口冒出。濃煙擴散至第二獅子山隧道（即北行管道，往沙田方向），兩條隧道全線封閉約2小時。
由於尋找火源有難度，加上灌救困難，消防把火警在早上6時18分升為三級火警。早上6時許第二獅子山隧道重開，實施單管雙程行車，但隧道內仍一度煙霧彌漫。運輸署呼籲駕駛人士改用青沙管制區、大老山隧道、城門隧道或大埔公路，惟第二獅子山隧道及其連接道路（獅子山隧道公路、沙田路，以及吐露港公路）交通仍出現嚴重擠塞，大老山隧道亦出現車龍。火警焚燒9小時，在下午12時半撲滅，1名消防員受傷。
消防指火頭位於隧道底，包著水管的瀝青。由於管道內多個渠蓋散發高熱濃煙，令尋找火源遇到困難。另外消防員必須打開渠蓋，通過沙井，進入水務署管道，沙井內只可容納1人，渠蓋則要隔60米才有1個，火警範圍長達200米，令灌救難度倍增。消防更預料火警需長時間撲救才可撲滅（結果火警焚燒9小時，以三級火警而言時間相當長）。
火警後隧道管道損毀嚴重，路政署人員在火警救熄後，曾進入管道視察損毀情況，發現慢線60米長的地方，有石屎脫落及鋼筋外露，而快線亦有部分地方損毀。路政署表示已派工人盡快施工，已經在3月12日早上繁忙時間前重開快線；而慢線的維修工作，則需要更長的時間，預料需時2星期，隧道慢線維修工作方可完成。結果在3月19日，獅子山隧道才可以全面重開。水務署稱火警不排除是因電線短路或有工人吸煙引致。這次三級火警使本已老化耗損的隧道內壁損毀情況進一步惡化。
在獅子山隧道重開前，第二獅子山隧道交通督導員繼續管制並維持實施單管道雙程行車，並將車速限制降至50km/h。獅子山隧道快線在3月12日早上6時重開，並實施「潮水式行車」：上班繁忙時間，2條行車線往九龍、1條行車線往沙田；下班繁忙時間，1條行車線往九龍、2條行車線（第二獅子山隧道整條管道）往沙田。獅子山隧道慢線則於3月19日早上6時重開，隨著獅子山隧道的全面重開，兩條管道均全面恢復正常行車。

### 2018年6月19日工程車交通意外 交通指示牌支架倒塌
2018年6月19日下午4時許，獅子山隧道九龍出口，有掛上交通指示牌俗稱「龍門架」的支架倒塌，未知是否有人受傷。據悉，事發時一輛運載挖泥機的工程車行經，挖泥機疑撞到龍門架肇禍。
運輸署因而宣布封閉獅子山隧道往九龍方向的南行管道，而原有北行管道則單管雙程行車，導致交通繁忙，獅子山隧道往九龍方向的車龍龍尾一度延至新田圍。
工程車車主鄭先生表示，事發時是「伙記」駕車，不清楚挖泥機從哪處「上車」，他估計，工程車出隧道管道轉右彎時，或車速頗快致出現離心力，令挖泥機向左「拋」並跣落地，撞到龍門架。另一方面，警方及職員則安排管道內的車輛倒後離開。

## 歷年收費
1967年11月14日：
1. 私家車、的士、電單車：HK$0.5
2. 其他車輛：HK$1

1975年4月1日：
1. 私家車、的士、電單車：HK$1
2. 小巴、單層巴士及重量不超過40英擔之貨車：HK$1.5
3. 雙層巴士及重量超過40英擔之貨車：HK$2

1982年2月15日：
1. 私家車、的士、電單車：HK$1
2. 小巴、單層巴士及重量不超過45英擔之貨車：HK$1.5
3. 雙層巴士及重量超過45英擔之貨車：HK$2

| 生效日期      | 劃一收費 | 劃一收費 |
| 生效日期      | 專營巴士 | 其他車輛 |
| ------------- | -------- | -------- |
| 1984年4月1日  | HK$2     | HK$2     |
| 1985年4月1日  | HK$3     | HK$3     |
| 1990年4月20日 | HK$6     | HK$6     |
| 1999年4月1日  | HK$8     | HK$8     |
| 2019年2月17日 | 免費     | HK$8     |

由2023年5月28日起收費廣場的人手及自動收費亭已被不停車繳費服務「易通行」取代，車主可直接通過隧道並繳交隧道費

## 途經之公共交通服務
獅子山隧道設有轉車站，但此轉車站各方向除了巴士站牌外，不設巴士轉乘設施，而且轉車站空間狹窄，所以甚少乘客在此站轉車，部分巴士路線亦不設站，下列九龍新界巴士及過海隧道巴士都在此轉車站設站。

## 備註
1. ↑  專營巴士免費

## 外部連結
- 資料文件 立法會交通事務委員會 為獅子山隧道通風系統更換進氣扇系統 （页面存档备份，存于）
- 香港巴士大典上的相关条目：獅子山隧道
- 香港道路大典上的相关条目：獅子山隧道

| 论 编 | 香港1號幹線 |  |
| |             |  |
| 黃竹坑道 – 香港仔隧道 – 黃泥涌峽天橋 – 堅拿道天橋 – 海底隧道 – 康莊道 – 公主道 – 窩打老道 – 獅子山隧道公路（包括獅子山隧道及第二獅子山隧道） – 沙田路 – 大埔公路－沙田段 |             |  |
| |             |  |